# 納貝拉維
納貝拉維是喬治亞的一個礦泉水品牌。納貝拉維於1958年開始生產，水源取自療養地2000–3000米深的地下。現在納貝拉維已經成為喬治亞主要礦泉水品牌之一。